# Collalto Sabino
Collalto Sabino település Olaszországban, Lazio régióban, Rieti megyében. Lakosainak száma 391 fő (2023. január 1.). Collalto Sabino Carsoli, Collegiove, Marcetelli, Nespolo, Pescorocchiano és Turania községekkel határos.

## Népesség
A település lakossága az elmúlt években az alábbi módon változott:
| Lakosok száma | 432  | 416  | 391  |
|               | 2017 | 2018 | 2023 |